# Dème de Sparte
Pour les articles homonymes, voir Sparte (homonymie).
Le dème de Sparte (grec moderne : Δήμος Σπάρτης) est un dème (municipalité) de la périphérie du Péloponnèse, dans le district régional de Laconie, en Grèce. 
Il a été créé sous sa forme actuelle dans le cadre du programme Kallikratis (2010) par la fusion des anciens dèmes de 
Fáris, Inoúndas, Karyes, Mistra, Pellána, Sparte et Therápnes, devenus des districts municipaux.
Son siège est la localité de Sparte, sa capitale historique celle de Mistra.

## Subdivisions

### District municipal de Karyes (Δημοτική Ενότητα Καρυών)
Siège: Karyes

### District municipal de Mistra (Δημοτική Ενότητα Μυστρά)
Siège : Magoula. Comprend 9 « communautés locales » dont Mistra.

### District municipal d'Inous (2625 hab)
Le district municipal d'Inous (Δημοτική Ενότητα Οινούντος, dhimotikí enótita Inoúndos ou Οινούντας, Inoúndas) a pour siège la localité de Sellasie. Elle correspond à l'ancien « dème d'Inous » (Δήμος Οινούντος), créé en 1997 et aboli en 2010, baptisé du nom de l'ancienne cité d'Inous (en) (Οἰνοῦς), dont le site n'est pas identifié ou de la rivière homonyme (en). Un dème d'Inous avait déjà fonctionné de 1835 à 1912. Le district comprend 8 « communautés locales » dont :
- Sellasie (Σελλασία, Sellassía), 524 hab. : le village appelé Vrouliás (Βρουλιάς) a été renommé en 1929 du nom de la cité antique de Sellasie, dont le site n'est pas identifié avec certitude. Il a été le siège de l'ancien « dème de Sellasie » de sa création en 1835 à son abolition en 1912, puis de la « communauté de Vroulias » (1912 à 1929), renommée « communauté de Sellasie » (1929 à 1997), puis du « dème d'Inous » de 1997 à 2010[3].
- Vresthéna (Βρέσθενα), 418 hab. : le village, siège d'un évêché jusqu'à l'indépendance, a été le siège du « dème d'Eurysthéna » de 1835 à 1840, puis du « dème d'Inous » de 1840 à 1912, puis de la « communauté de Vresthéna » de 1912 à 1997[4].

### District municipal de Pellana (Δημοτική Ενότητα Πελλάνας)
Siège : Kastorio. Le village de Kalyvia a été renommé du nom de la cité antique de Pellana en 1932.

### District municipal de Pharis (Δημοτική Ενότητα Φάριδος)
Siège : Xirokampi. Il porte le nom de la cité antique de Pharis, qui n'a pas été réutilisé.

### District municipal des Spartiates (Δημοτική Ενότητα Σπαρτιατών)
Siège : Sparte

### District municipal de Thérapné (Δημοτική Ενότητα Θεραπνών)
Siège : Goritsá. Il porte le nom de la cité antique de Thérapné, qui n'a pas été réutilisé.